# Джонсон (Вісконсин)
Джонсон (англ. Johnson) — місто (англ. town) в США, в окрузі Марафон штату Вісконсин. Населення — 873 особи (2020).

## Демографія
Згідно з переписом 2010 року, у місті мешкало 985 осіб у 310 домогосподарствах у складі 256 родин. Було 330 помешкань
Расовий склад населення:
| - 95,8 % — білих - 1,7 % — азіатів - 0,5 % — корінних американців |

До двох чи більше рас належало 1,7 %. Частка іспаномовних становила 0,6 % від усіх жителів.
За віковим діапазоном населення розподілялося таким чином: 33,6 % — особи молодші 18 років, 54,7 % — особи у віці 18—64 років, 11,7 % — особи у віці 65 років та старші. Медіана віку мешканця становила 34,7 року. На 100 осіб жіночої статі у місті припадало 110,5 чоловіків;  на 100 жінок у віці від 18 років та старших — 107,6 чоловіків також старших 18 років.
Середній дохід на одне домашнє господарство  становив 61 284 долари США (медіана — 53 056), а середній дохід на одну сім'ю — 68 029 доларів (медіана — 62 188). Медіана доходів становила 35 833 долари для чоловіків та 28 958 доларів для жінок. За межею бідності перебувало 9,8 % осіб, у тому числі 10,8 % дітей у віці до 18 років та 13,6 % осіб у віці 65 років та старших.
Цивільне працевлаштоване населення становило 478 осіб. Основні галузі зайнятості: виробництво — 17,4 %, сільське господарство, лісництво, риболовля — 16,7 %, будівництво — 14,4 %, освіта, охорона здоров'я та соціальна допомога — 13,8 %.